# Michaił Głuzski

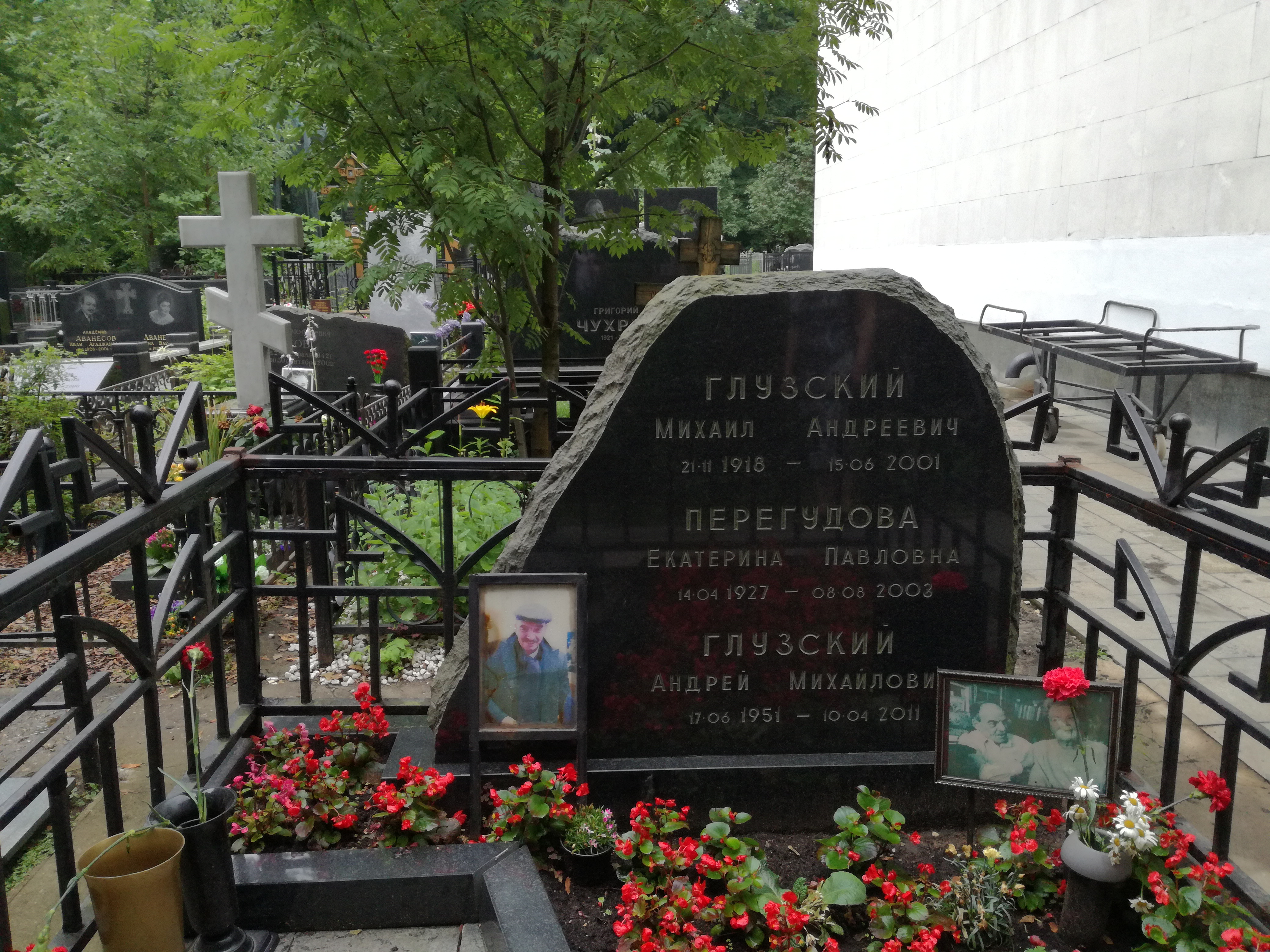
Nagrobek Michaiła Głuzskiego na cmentarzu Wagańkowskim w Moskwie

Michaił Andriejewicz Głuzski (ros. Михаи́л Андре́евич Глу́зский, ur. 20 listopada 1918 w Kijowie, zm. 15 czerwca 2001 w Moskwie) – radziecki aktor filmowy.
Pojawił się w 90 filmach w latach 1939–2001. W 1972 roku wystąpił w filmie Monolog w roli profesora Srietieńskiego, który miał swoją premierę na 26. MFF w Cannes w 1973 roku. W 1983 roku został uhonorowany tytułem Ludowy Artysta ZSRR.

## Wybrana flmografia
- 1939: Minin i Pożarski
- 1948: Opowieść o prawdziwym człowieku jako kpt. Czisłow
- 1955: Trzpiotka
- 1964: Gdzie jesteś, Maksymie?
- 1966: Po kruchym lodzie jako płk Kocziergin
- 1966: Kaukaska branka, czyli nowe przygody Szurika jako pracownik hotelu
- 1968: Trzeba przejść i przez ogień jako Fokicz
- 1970: Wyzwolenie
- 1972: Monolog jako profesor Srietieński
- 1976: Jak Iwanuszka szukał cudu jako Marko
- 1977: Niezwykłe przygody Włochów w Rosji jako Rosario Agrò